# Imprimerie de Trévoux
L'imprimerie de Trévoux, est une imprimerie située à Trévoux, autrefois capitale de la Principauté de Dombes, a été une des principales imprimeries d'Europe au cours du XVIIIe siècle.

## Présentation
Rendue célèbre par deux publications de renommée mondiale : Le Journal de Trévoux et Le Dictionnaire universel françois et latin, elle dut cette intense activité à la rencontre d'un collège de savants et de grands typographes imprimeurs.
Sous l'influence éclairée du Duc du Maine, Prince de Dombes, et probablement de Louis XIV lui-même, elle développa son activité tout au long du XVIIIe siècle.
Toutefois, si elle revendique le Journal, elle ne revendiqua jamais le Dictionnaire dont seules les deux premières éditions ont été effectuées à Trévoux en 1704 et en 1721. Toutes les éditions postérieures : 1732, 1734, 1738, 1743, 1752, 1762 et 1771 se sont faites à Paris ou à Nancy.

## Histoire
L'histoire des imprimeries sous l'ancien régime est connue par les privilèges qui leur étaient accordés par le pouvoir royal ou domanial, indispensables à leur établissement. Le premier privilège accordé à l'imprimerie en Dombes remonte à 1605, le Parlement de Dombes accordant par arrêt du 9 février 1605 à Claude Morillon, natif de Villefranche en Beaujolais, le droit d'imprimer et de vendre des livres dans toute la souveraineté. Le deuxième, accordé à Jean Molin par lettre-patente enregistrée au Parlement de Dombes le 16 décembre 1671, prévoit en outre que tous les documents issus dudit parlement seront imprimés à Trévoux. Ce privilège, à la suite de la donation par Melle de Montpensier au Duc du Maine de la Principauté de Dombes, a été transféré à Jean Boudot le 26 juin 1699 et à sa mort en 1707 à Étienne Ganeau qui, en s'associant à d'autres libraires, put investir dans des locaux et des presses pour donner à l'imprimerie de Trévoux un élan qui allait lui donner toute son importance au XVIIIe siècle. Mais la réunion de la Dombes à la France en août 1762 fit perdre à l'imprimerie ses privilèges particuliers.

## Sources
- Isabelle Turcan - Dictionnaire universel françois et latin, vulgairement appellé Dictionnaire de Trévoux